# نیا کوریا
نیا کوریا (به انگلیسی: Nía Correia) با نام کامل استفانیا کوریا (به انگلیسی: Estefanía Correia)(زاده ۲ ژانویهٔ ۱۹۹۴) خواننده اسپانیایی است.